# アンドレ・イゾワール

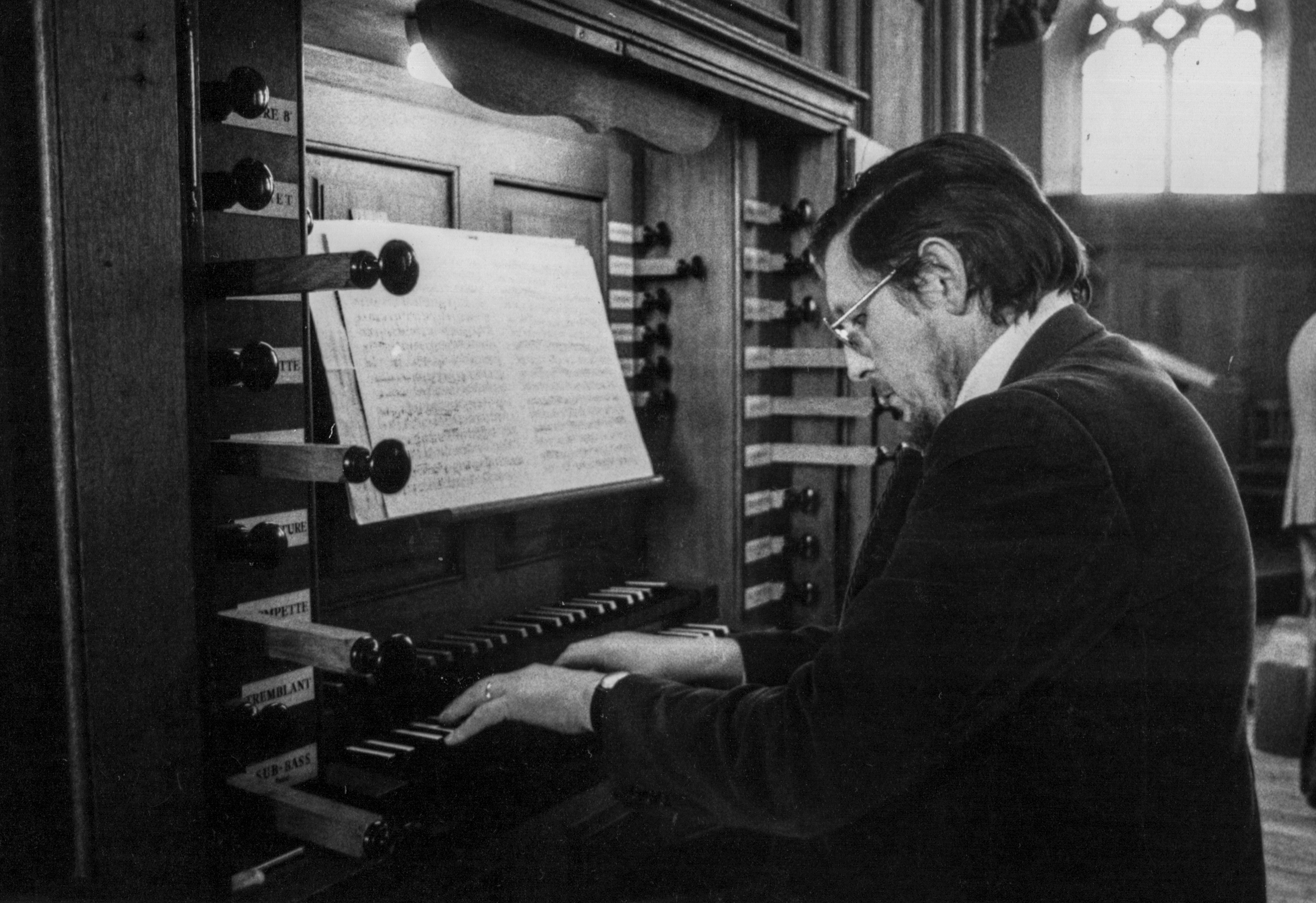
アンドレ・イゾワール

アンドレ・イゾワール（フランス語: André Isoir, 1935年7月20日 - 2016年7月20日）は、フランスのオルガニスト。
サン＝ディジエの生まれ。セザール・フランク音楽学校でエドゥアール・スーベルビエルにオルガン、ジェルメーヌ・ムニエにピアノをそれぞれ師事。後に国立高等音楽院に学ぶ。1952年にパリのサン＝メダール教会のオルガニスト兼聖歌隊指揮者となる。1965年にセント・アルバンス国際オルガン・コンクールで優勝。1967年にはサン＝セヴラン教会のオルガニストに転任。1966年から1968年の三年間にハールレム国際オルガン・コンクールに連続出場し、いずれも優勝を飾った。1973年からサン＝ジェルマン＝デ＝プレ教会のオルガニストとなった。アンジェ音楽院、オルセ音楽院のオルガン教授。